# La casa lobo
La Casa Lobo és una pel·lícula xilena de animació stop motion de 2018, dirigida per Cristóbal León i Joaquín Cociña, escrita per ells dos al costat d'Alejandra Moffat. Va ser estrenada el 22 de febrer de 2018 al 68è Festival Internacional de Cinema de Berlín.
Inspirada en els fets reals de la Colonia Dignidad, la pel·lícula es presenta com una rondalla narrada pel líder d'una secta alemanya en el sud de Xile (inspirat en Paul Schäfer) amb la intenció d'adoctrinar als seus seguidors.

## Sinopsi
La pel·lícula conta la història de María, una jove que es refugia en una casa en el sud de Xile després d'escapar d'una colònia alemanya. Aquí aconsegueix a dos porcs com a única companyia. Com en un somni, l'univers de la casa reacciona als sentiments de María. Els animals es transformen lentament en humans, i la casa en un món de malson.

## Repartiment
- Amalia Kassai com María.
- Rainer Krause com el llop.

## Producció
La pel·lícula va ser realitzada amb l'ajuda de fons nacionals com el Fondo Nacional de Desarrollo Cultural y las Artes i el fons de Distribució Audiovisual Nacional de la CORFO.
La pel·lícula va ser rodada durant quatre anys en més de deu museus i galeries davant del públic als Països Baixos, Alemanya, Mèxic, Argentina i diferents espais xilens, incloent-hi el Museu Nacional de Belles arts, el Museu d'Art Contemporani de Santiago i el Centre Cultural Matucana 100.

## Estrena
Es va estrenar al 68è Festival Internacional de Cinema de Berlín el 22 de febrer de 2018. També es va projectar al Festival de Cinema d'Animació d'Annecy on va guanyar la distinció del jurat, el Festival Internacional de Cinema de Monterrey i altres festivals xilens incloent el Festival Internacional de Cinema de Valdivia i el Festival Internacional de Cinema de Viña del Mar.

## Recepció

### Resposta crítica
Al lloc web d'agregació de ressenyes Rotten Tomatoes, la pel·lícula té una puntuació d'aprovació del 96 % basada en 51 ressenyes, amb una valoració mitjana de 7.9/10. El consens crític diu: "Surrealista, inquietant i, finalment, inquietant, La casa del llop és una impressionant efusió de creativitat, els visuals sorprenents de la qual complementen amb incòmode la seva inquietant història." A Metacritic la pel·lícula té una puntuació mitjana ponderada de 86 sobre 100, basada en 9 crítics, la qual cosa indica "aclamació universal".
Glenn Kenny de The New York Times va donar a la pel·lícula una crítica positiva escrivint: "La pel·lícula sorprèn, amb una força increïble, en cadascun dels seus 75 minuts." Jonathan Holland de The Hollywood Reporter va elogiar la pel·lícula per les seves imatges, escrivint: "una imatge profundament estranya fa que sigui una experiència visual inquietant, un viatge de força creatiu les imatges infinitament fascinants del qual són deliberadament seductores i repel·lents en la mateixa mesura." David Ehrlich d' IndieWire va puntuar la pel·lícula amb B+, anomenant pel·lícula "una de les pel·lícules d'animació més fosques que s'han fet mai."

### Premis i nominacions
| Premi                                   | Data de la cerimònia   | Categoria                    | Destinataris                   | Resultat  | Ref.          |
| --------------------------------------- | ---------------------- | ---------------------------- | ------------------------------ | --------- | ------------- |
| Premis Platino                          | 12 de maig de 2019     | Millor pel·lícula d'animació | Cristóbal León, Joaquín Cociña | Nominat   | [ 15 ]        |
| Boston Society of Film Critics Awards   | 13 de desembre de 2020 | Millor pel·lícula d'animació | The Wolf House                 | Guanyador | [ 16 ] [ 17 ] |
| Florida Film Critics Circle Awards      | 21 de desembre de 2020 | Millor pel·lícula d'animació | The Wolf House                 | Nominat   | [ 18 ]        |
| Chicago Film Critics Association Awards | 21 de desembre de 2020 | Millor pel·lícula d'animació | The Wolf House                 | Nominat   | [ 19 ]        |